# Альфа-спираль

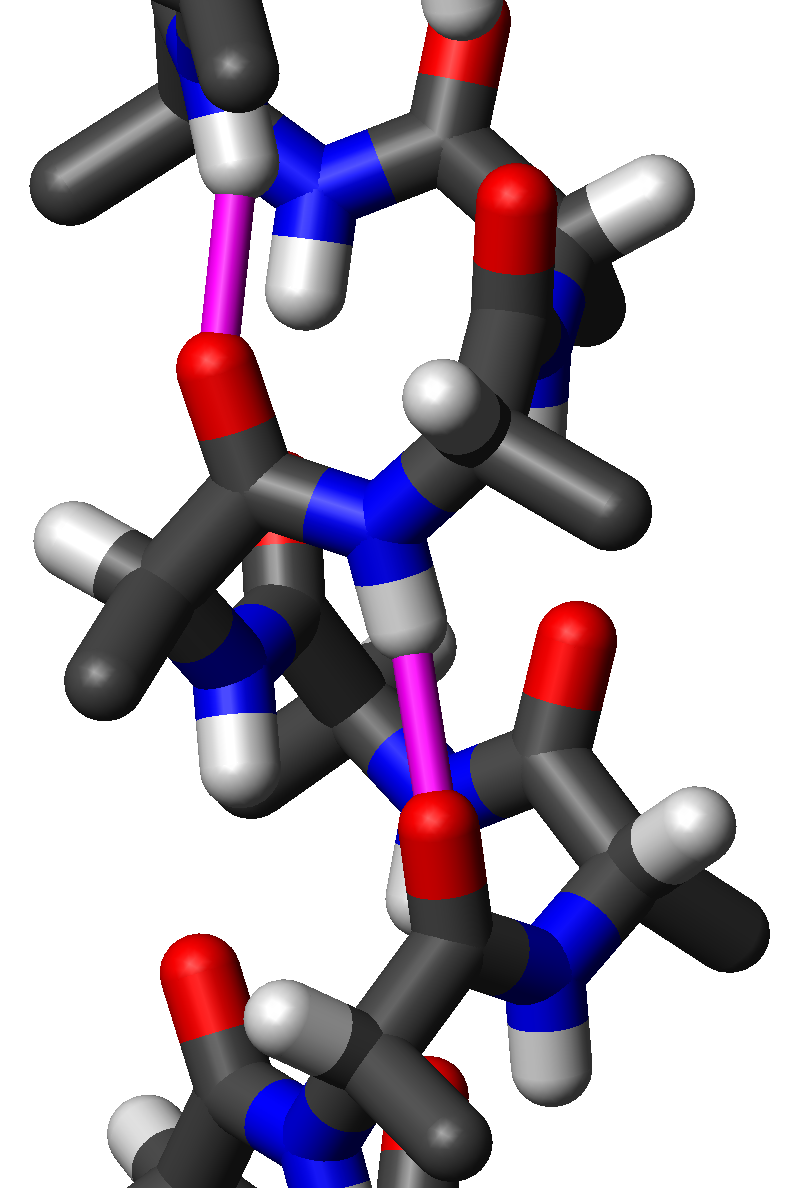
Вид сбоку альфа-спирали, созданной из остатков аланина, с атомарным разрешением. Водородные связи обозначены красно-фиолетовым цветом, расстояние между атомами водорода и кислорода 2,08 Å (208 пм). Полипептидная цепочка направлена вверх, то есть её N-конец находится внизу, а C-конец — вверху. Боковые цепи аминокислот направлены несколько книзу, в направлении N-конца

Альфа-спираль (α-спираль) — элемент вторичной структуры белков, имеющий форму правозакрученной винтовой линии, в котором каждая аминогруппа (-NH) в каркасе образует водородную связь с карбонильной группой (-C=O) аминокислоты, находящейся на 4 аминокислоты раньше (водородная связь {\displaystyle i+4\rightarrow i}). Этот элемент вторичной структуры иногда также называют классической альфа-спиралью Полинга — Кори — Брэнсона по именам авторов, впервые описавших эту структуру в 1951 году.
Параметры идеальной α-спирали:
- число аминокислотных остатков на виток спирали — 3,6—3,7;
- диаметр спирали — 1,5 нм;
- шаг спирали — 0,54 нм;
- на один аминокислотный остаток приходится 0,15 нм.

Такие параметры вычислены исходя из предположения, что конформация всех аминокислотных остатков (углы φ и ψ), входящих в состав α-спирали, одинакова. Однако в реальных белках конформации отдельных аминокислотных остатков немного различаются, что может приводить к небольшому искривлению оси спирали, к разному количеству аминокислотных остатков в витках спирали и т. п.